# Ledegem
Ledegem ist eine belgische Gemeinde in der Region Flandern mit 9779 Einwohnern (Stand 1. Januar 2024). Sie besteht aus dem namensgebenden Kernort und den beiden Ortsteilen Rollegem-Kapelle und Sint-Eloois-Winkel.
Kortrijk liegt 9 km südöstlich, Roeselare 10 km nördlich, Brügge 38 km nördlich Gent 45 km nordöstlich und Brüssel etwa 85 km östlich.
Die nächsten Autobahnabfahrten befinden sich bei Menen an der A19 und bei Wevelgem und Roeselare an der A17. 

In Menen, Izegem, Kortrijk und Roeselare befinden sich die nächsten Regionalbahnhöfe und in Brügge und Gent halten auch überregionale Schnellzüge. 

Bei der französischen Stadt Lille befindet sich ein Regionalflughafen und nahe der Hauptstadt Brüssel gibt es einen internationalen Flughafen.

## Geschichte
Als mittelalterliches Lehen trug Ledegem den Namen Watene.

## Sehenswürdigkeiten

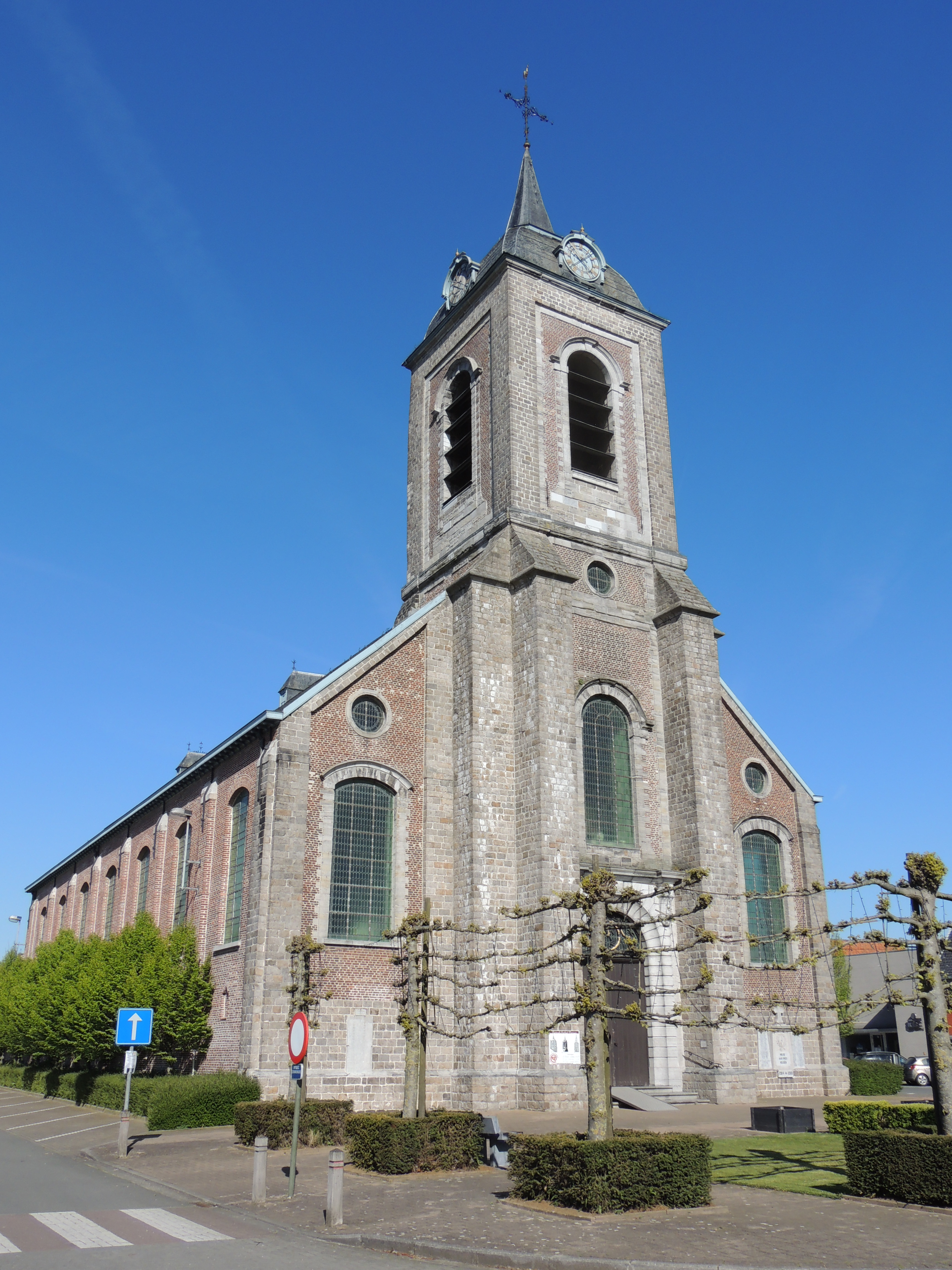
Peterskirche
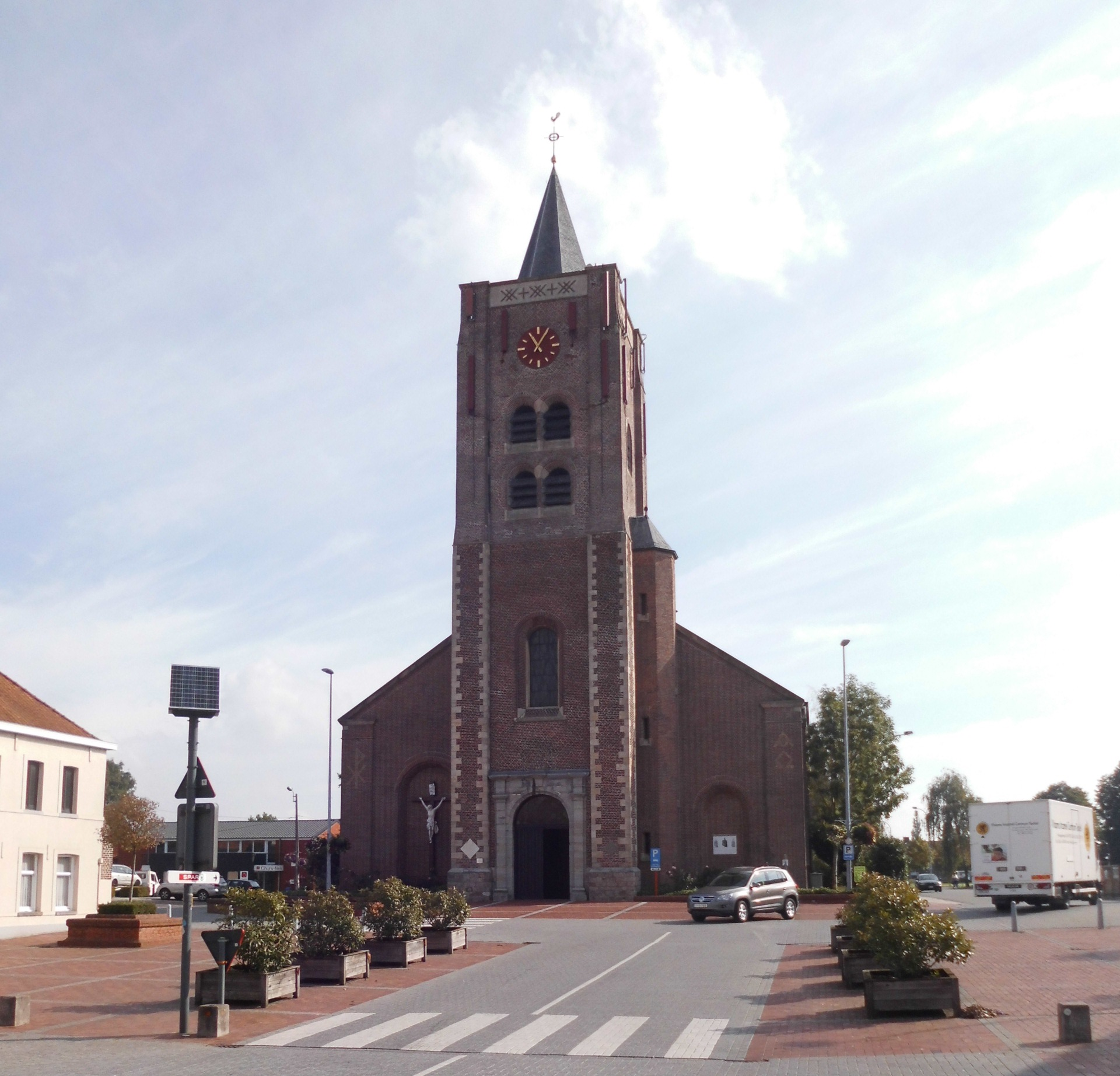
Eligiuskirche

## Persönlichkeiten
- Maurice Desimpelaere (1920–2005), Radrennfahrer
- André Messelis (1931–2022), Radrennfahrer
- Eric Leman (* 1946), Radrennfahrer
- Gaston Rebry (1905–1953), Radrennfahrer
- Zico Waeytens (* 1991), Radrennfahrer